# Eilicrinia cordiata
Eilicrinia cordiata är en fjärilsart som beskrevs av Herrich-Schäffer 1861. Eilicrinia cordiata ingår i släktet Eilicrinia och familjen mätare. Inga underarter finns listade i Catalogue of Life.